# Schwanau (Niemcy)
Schwanau – miejscowość i gmina w Niemczech, w kraju związkowym Badenia-Wirtembergia, w rejencji Fryburg, w regionie Südlicher Oberrhein, w powiecie Ortenau, siedziba wspólnoty administracyjnej Schwanau. Leży przy granicy z Francją, ok. 18 km na południowy zachód od centrum Offenburga, przy drodze krajowej B36.
Dzielnice: Allmannsweier, Nonnenweier, Ottenheim, Wittenweier.

## Współpraca
Miejscowości partnerskie:
- Daubensand, Francja
- Euba – dzielnica Chemnitz, Saksonia